# Dipcadi heterocuspe
Dipcadi heterocuspe är en sparrisväxtart som beskrevs av John Gilbert Baker. Dipcadi heterocuspe ingår i släktet Dipcadi och familjen sparrisväxter.
Artens utbredningsområde är Madagaskar. Inga underarter finns listade i Catalogue of Life.